# بحيرات أم الحيش
بحيرات أم الحيش هي مياه كبريتية، تقع وسط كثبان الرمال، شمال السحمة في رملة القعد، جنوب غرب مركز عردة، شرقي صحراء الربع الخالي، حيث ينبع الماء الجوفي المالح ليكوّن بحيرات صغيرة، صافية المياه، شفافة المظهر. تنمو على ضفافها شجيرات حلفاء ونبات القصباء (عيهلان) وبعض النخيل البري (الحيش)، وتعرف عند السكان المحليين أيضاً باسم النقعاء.